# Square Dorchester

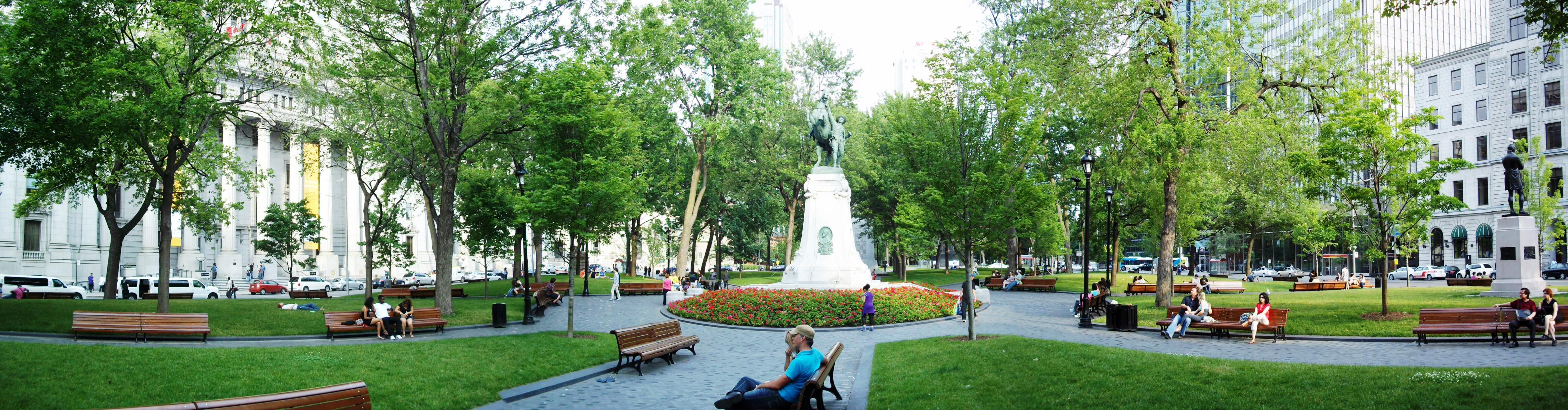
Square Dorchester

Der Square Dorchester ist ein 11.000 m² großer Platz in Montreal. Er befindet sich im zentralen Stadtbezirk Ville-Marie zwischen dem Boulevard René-Lévesque, der Rue Metcalfe und der Rue Peel. Der im Jahr 1872 eröffnete Platz ist als urbane Parkanlage gestaltet und ist Standort mehrerer Denkmäler. Vor allem für den Fußgängerverkehr in der Innenstadt ist er von hoher Bedeutung. Südöstlich des Boulevards schließt sich die Place du Canada an; beide Plätze trugen bis 1967 denselben Namen, Square Dominion.

## Bauwerke
Mehrere Bürohochhäuser säumen den Square Dorchester. Herausragend sind insbesondere der 122 Meter hohe Édifice Sun Life an der Metcalfe Street und der 187 Meter hohe Tour CIBC an der Rue Peel. Das ehemalige Hotel Windsor an der Rue Peel, früher eines der luxuriösesten Hotels der Stadt, wird heute ebenfalls als Bürogebäude genutzt. Auf der gegenüberliegenden Straßenseite des Boulevard René-Lévesque befindet sich die Kathedrale Marie-Reine-du-Monde de Montréal.
Vier Denkmäler sind auf dem Square Dorchester errichtet worden. George William Hill schuf 1897 den Löwen von Belfort, wobei er sich vom gleichnamigen Monument von Frédéric-Auguste Bartholdi in der französischen Stadt Belfort inspirieren ließ. Es handelte sich dabei um eine Auftragsarbeit für die Versicherungsgesellschaft Sun Life. Zehn Jahre später schuf Hill ein Denkmal zur Erinnerung an den Zweiten Burenkrieg. Die einzige Reiterstatue der Stadt zeigt nordwärts in Richtung des Mont-Royal-Kreuzes, das bis 1929 von hier aus sichtbar war. Seit 1930 erinnert eine Statue des Bildhauers G. A. Lawson an den schottischen Dichter Robert Burns. Als letztes kam 1953 ein Denkmal für den kanadischen Premierminister Wilfrid Laurier hinzu, geschaffen von Joseph-Émile Brunet.

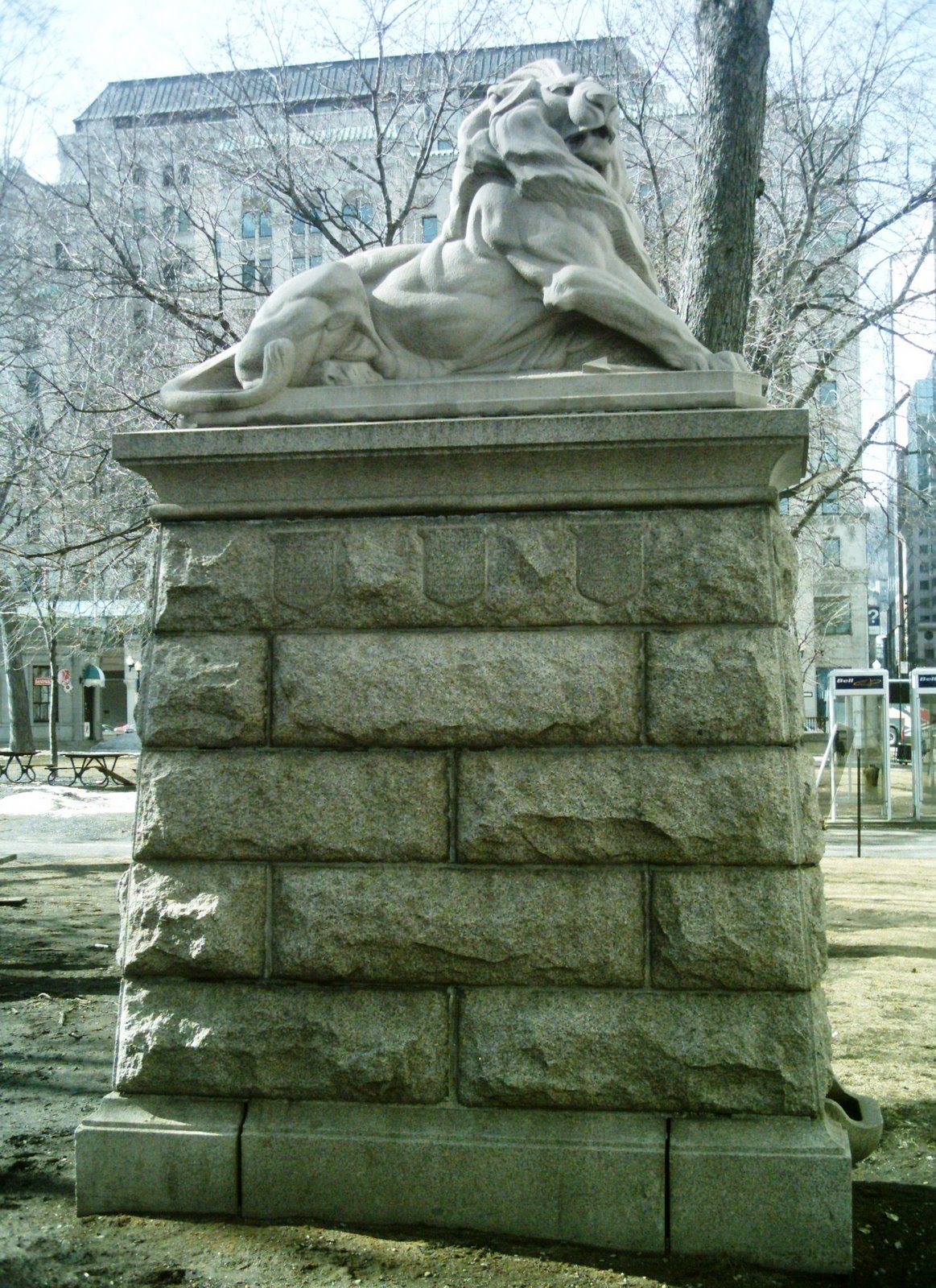
Löwe von Belfort
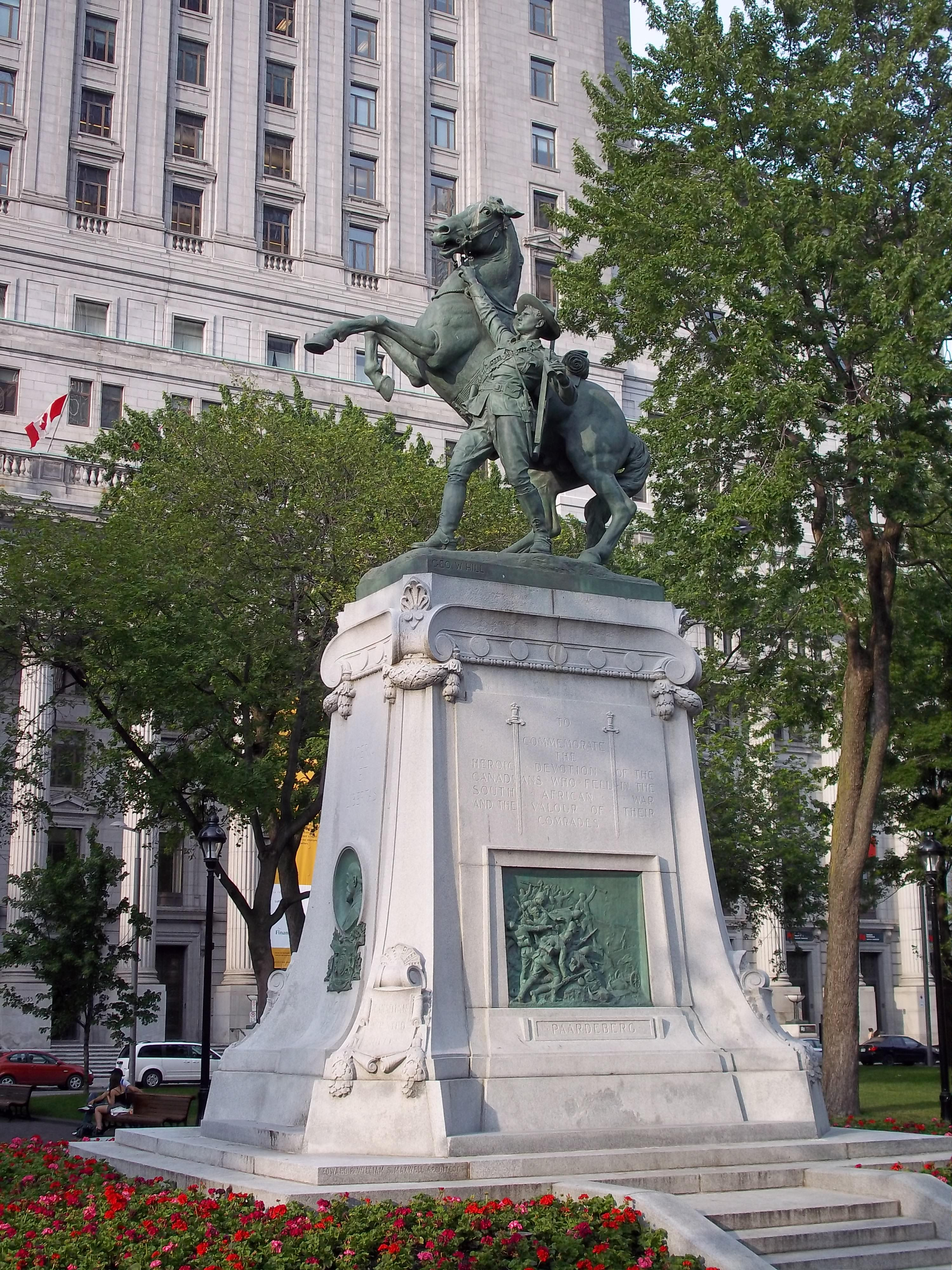
Burenkrieg-Denkmal
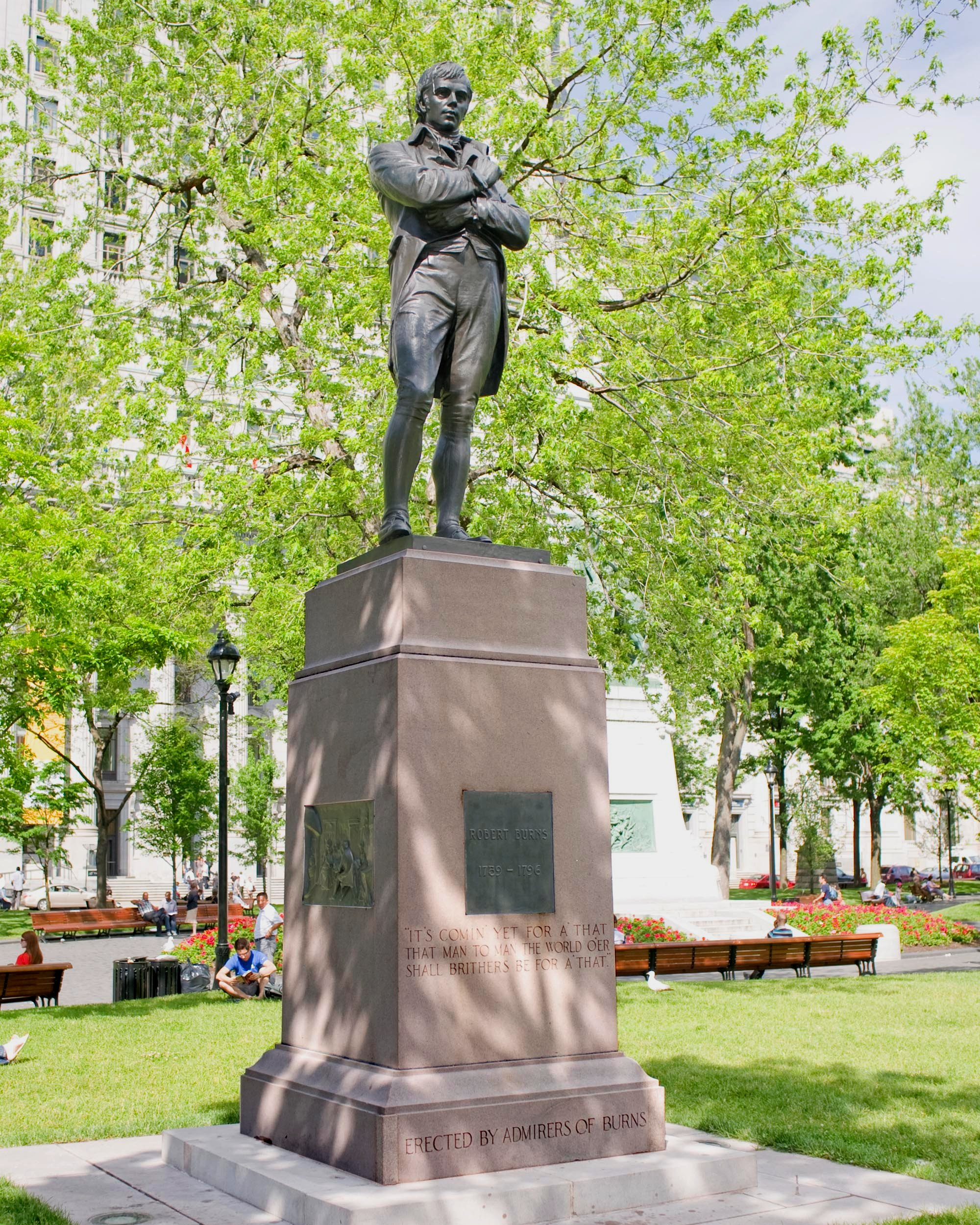
Robert-Burns-Denkmal
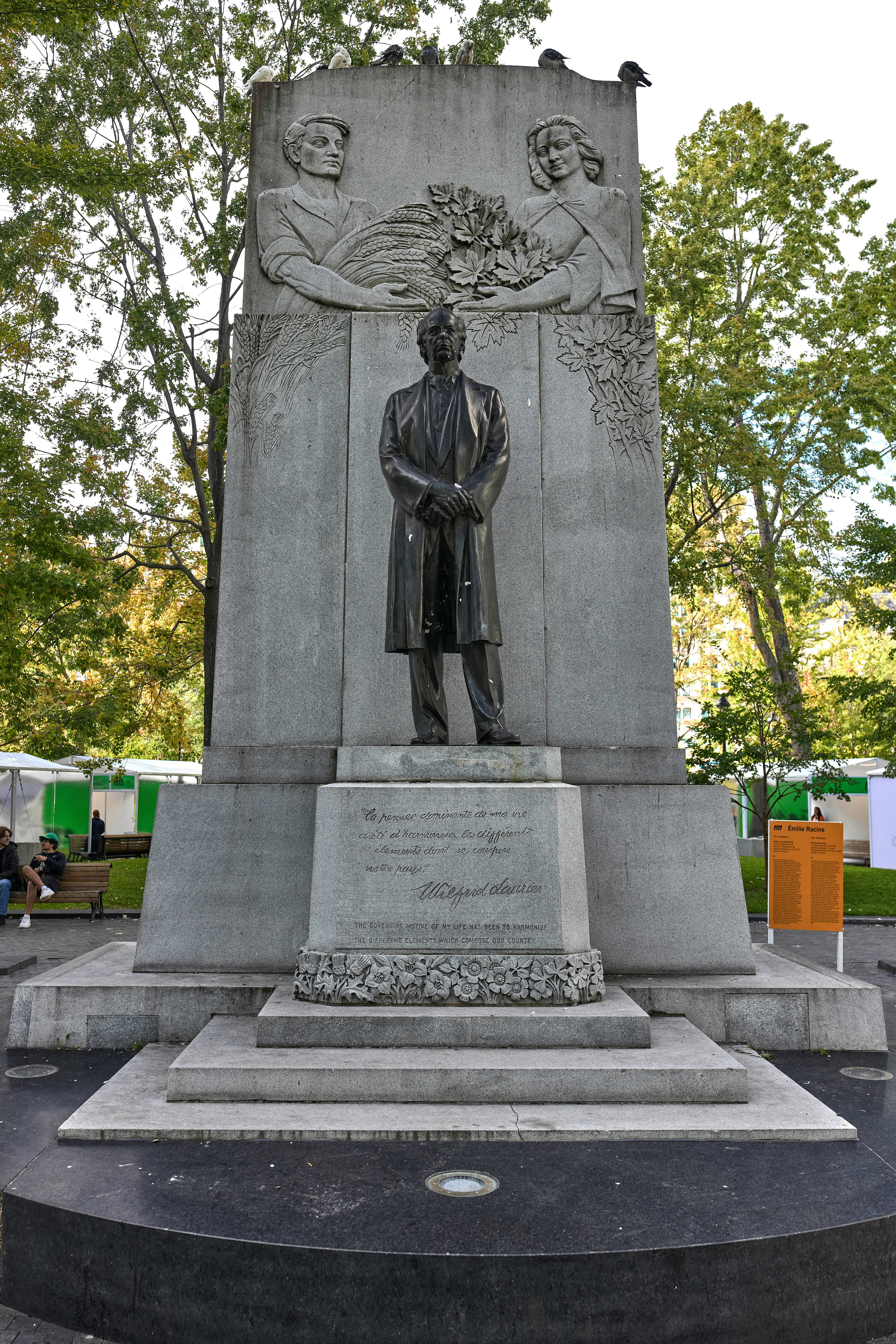
Wilfrid-Laurier-Denkmal

## Geschichte

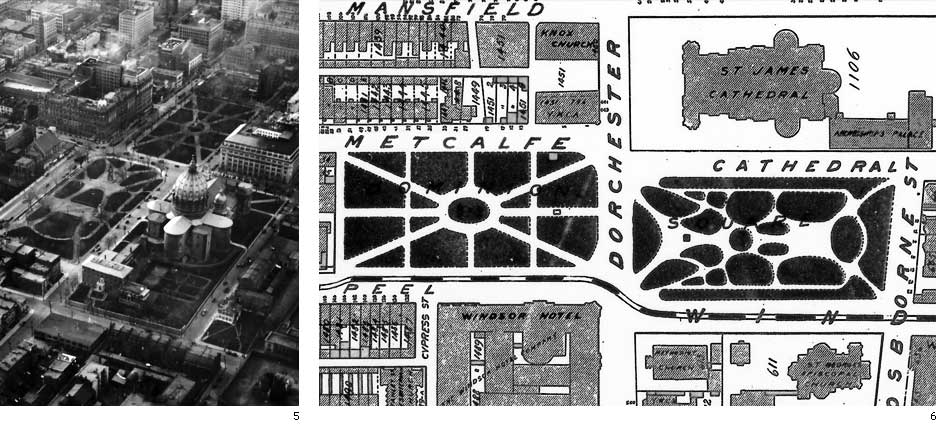
Foto und Plan des Square Dominion (1907 bzw. 1927)

Bis Mitte des 19. Jahrhunderts war das Gebiet eine gewöhnliche Grünfläche. Ab 1851 wurde der größte Teil davon vorübergehend als Friedhof genutzt, um die Opfer einer Cholera-Epidemie rasch bestatten zu können. Es handelte sich dabei um eine Erweiterung des katholischen Friedhofs Saint-Antoine auf der anderen Seite des Boulevard Dorchester (heute Boulevard René-Lévesque). 1854 ließ die Stadt die Toten exhumieren und in den neuen Friedhof Notre-Dame-des-Neiges überführen. 1870 erwarb sie das Gelände, zwei Jahre später wurde der Square Dominion offiziell eröffnet. In der Folge entstanden rund um den Platz zahlreiche repräsentative Gebäude. 1967 erhielt der südöstliche Teil des Square Dominion aus Anlass des hundertjährigen Bestehens der kanadischen Konföderation die Bezeichnung Place du Canada. 1987 wurde der nordwestliche Teil in Square Dorchester umbenannt, zum selben Zeitpunkt wie die Umbenennung des Boulevard Dorchester in Boulevard René-Lévesque. Der Name erinnert an Guy Carleton, 1. Baron Dorchester, einen der ersten britischen Gouverneure Québecs. Von 2009 bis 2012 wurden auf beiden Plätzen umfangreiche Renovationsarbeiten durchgeführt.